# Eduardo Fuentes Oejo
Eduardo Fuentes Oejo y Amaya (nacido en Sevilla en 1878 y fallecido en 1946) fue un compositor lírico y director de orquesta español.
Formado musicalmente en su ciudad natal y en la capital de España, repartió su actividad profesional entre ambas ciudades, tanto en el ámbito compositivo como en el interpretativo. Así, dirigió la orquesta del Teatro del Duque de Sevilla, de los teatros Martín o Apolo de Madrid y de diversas compañías líricas que recorrieron todo el territorio peninsular.
Como compositor tiene en su haber una larga nómina de zarzuelas que se ajustan al formato del teatro por horas, predominante en el primer tercio del siglo XX, muchas de ellas escritas en colaboración con el compositor Emilio López del Toro, paisano suyo. De entre su producción destacan títulos como El tunela (1905), Academia modelo (1905, junto a Luis Foglietti), Sangre española (1910, junto a López del Toro), La última astracanada (1917), El suspiro del moro (1920, junto a Pablo Luna) o El bufón del Duque (1923, en colaboración con José María Alvira, parodia de la ópera Rigoletto).